# Babylonokia
Babylonokia (također poznata kao Babylon-Nokia, Alien-Mobile i Cuneiform Mobile Phone) je umjetničko djelo iz 2012. godine koje je stvorio Karl Weingärtner. Riječ je o glinenoj pločici oblikovanoj kao mobilni telefona, čije tipke i zaslon prikazuju klinasto pismo.
Weingärtner je stvorio ovu umjetničku kreaciju kako bi simbolizirao evoluciju prijenosa informacija od antičkog svijeta do današnjice. Nakon toga, neki nekonvencionalni znanstvenici i zagovornici pseudoarheologije su neispravno interpretirali fotografiju ovog umjetničkog djela kao da prikazuje arheološko otkriće staro 800 godina; ova priča postala je popularna putem videa na YouTube kanalu Paranormal Crucible, što je rezultiralo medijskim izvještajima o objektu kao tajanstvenom fenomenu.

## Ilustracije
Weingärtner je stvorio ovu glinenu pločicu oblikovanu kao telefon s klinastim znakovima kao odgovor na izložbu u Muzeju za komunikaciju u Berlinu pod nazivom "Od klinastog pisma do SMS-a: Komunikacija nekad i danas", istovremeno izražavajući negativne, globalne posljedice informacijske tehnologije. Klinasto pismo simbolizira početak pisanih zapisa informacija. 
Činjenica da je riječ o glinenom prikazu onoga što podsjeća na mobilni telefon Ericsson S868, model iz 1990-ih, nije imala poseban značaj za umjetnika. On ga je koristio kao simboliku za mobilne uređaje općenito.

## Lažno predstavljanje
Weingärtner je dijelio fotografiju svog umjetničkog djela na Facebooku kao dio prodajnog postupka, a jedan korisnik Facebooka je smislio naziv "BabyloNokia". Tri godine kasnije, ista slika je postavljena na web-stranicu Conspiracy Cluba s naslovom "Mobilni telefon star 800 godina pronađen u Austriji? Pogledajte ovo." Express je bez navođenja izvora ponovno objavio Weingärtnerovu fotografiju, tvrdeći da je artefakt datiran u 13. stoljeće prije Krista.
Kada je govorio o korištenju slike od strane perifernih web stranica i medija, Weingärtner je izjavio: "Slika je korištena bez mog znanja i bez mog pristanka. [...] To nije ono što sam želio. Ne vjerujem u NLO-e i ne vjerujem u izvanzemaljce."

## Reference
1. ↑  Evon, Dan. 4. siječnja 2016. FALSE: 800-Year-Old Alien Cellphone Found. snopes. Pristupljeno 3. siječnja 2017.
2. ↑  Angeblich "Alien-Handy" in Österreich entdeckt - news.ORF.at. 31. prosinca 2015.
3. ↑  Centuries Old Cell-Phone Artifact Presents Modern Day Mystery. 19. siječnja 2017.
4. ↑  Evon, Dan. 4. siječnja 2016. FALSE: 800-Year-Old Alien Cellphone Found. snopes. Pristupljeno 3. siječnja 2017.
5. ↑  Is this an 800-year-old mobile phone? (Video) - Canada Journal - News of the World. Siječanj 2016
6. ↑  Is this an 800-year-old mobile phone? (Video) - Canada Journal - News of the World. Siječanj 2016
7. ↑  Angeblich "Alien-Handy" in Österreich entdeckt - news.ORF.at. 31. prosinca 2015.
8. ↑  Martin, Aaron. 5. siječnja 2016. Archeologists Discover 800-Year-Old Cell Phone Tablet-Fiction!. www.truthorfiction.com. Pristupljeno 3. siječnja 2017.
9. ↑  Centuries Old Cell-Phone Artifact Presents Modern Day Mystery. 19. siječnja 2017.
10. 1 2 3 4  Moye, David. 11. siječnja 2016. Ancient Babylonian Cellphone Isn't Ancient, Babylonian Or A Phone. HuffPost. Pristupljeno 3. siječnja 2017.
11. ↑  Moye, David. 11. siječnja 2016. Ancient Babylonian Cellphone Isn't Ancient, Babylonian Or A Phone. HuffPost. Pristupljeno 3. siječnja 2017.